# ビタリー・マカロフ
ビタリー・マカロフ（Vitaly Makarov 1974年6月23日- ）はロシアのトゥアプセ出身の柔道選手。階級は73kg級。身長174cm。

## 人物
1994年の世界ジュニアでは優勝を飾った。1999年の世界選手権では決勝でアメリカのジミー・ペドロに有効で敗れた。翌年のシドニーオリンピックは2回戦で敗れた。2001年の世界選手権では決勝で金丸雄介を内股で破って優勝を果たした。2003年の世界選手権では3位だった。翌年のアテネオリンピックでは決勝で韓国の李元熹に小内巻込で敗れて2位に終わった。2012年現在はロシアナショナルチームのコーチを務めている。

## 主な戦績
- 1994年 - 世界ジュニア　優勝
- 1994年 - ヨーロッパジュニア　2位
- 1998年 - 正力国際　3位
- 1999年 - ハンガリー国際　2位
- 1999年 - ヨーロッパ選手権　3位
- 1999年 - 世界選手権　2位
- 2000年 - ヨーロッパ選手権　2位
- 2001年 - ハンガリー国際　2位
- 2001年 - 世界選手権　優勝
- 2002年 - チェコ国際　優勝
- 2002年 - グランプリ・モスクワ　優勝
- 2003年 - 世界選手権　3位
- 2004年 - アテネオリンピック　2位